# شوماخر (لاعب كرة قدم برازيلي)
شوماخر (بالبرتغالية: Schumacher‏) هو لاعب كرة قدم برازيلي، ولد في 31 أغسطس 1975 في ساو باولو في البرازيل. شارك مع منتخب البرازيل لكرة الصالات. أما مع النوادي، فقد لعب مع نادي فاسكو دا غاما ونادي كورينثيانز.

## وصلات خارجية
- شوماخر على موقع الاتحاد الدولي (مؤرشف)  (الإنجليزية)